# The Pit and the Pendulum (1991)
El pozo y el péndulo (The pit and the pendulum) es una película estadounidense de terror de 1991 dirigida por Stuart Gordon. Fue escrita por Dennis Paoli y protagonizada por Jonathan Fuller, Rona Di Ricci y Lance Henriksen. Está basada en los relatos “El pozo y el péndulo” y “El tonel de amontillado” de Edgar Allan Poe, además de la anécdota de la Espada de Damocles, de donde tomaron al personaje de Torquemada. Fue filmada en Italia.

## Sinopsis
La película se sitúa en el año 1492 en España durante la época de la Inquisición bajo el poder del gran Inquisidor de Castilla y Aragón llamado Torquemada, quién tortura y asesina en nombre de la religión. María y Antonio, dos jóvenes esposos panaderos, resultan envueltos en una ejecución de un hereje llamada “Auto De Fe”. Al verse en esta situación María intenta intervenir ante la crueldad que está presenciando pero esto a lo único que lleva es a llamar la atención de Torquemada quien al verla empieza a tener sueños eróticos con ella viéndola como la Virgen María y decide arrestarla acusándola de bruja.
Estando en prisión Torquemada exige a sus súbditos que la torturen hasta que confiese ser una bruja y además de esto le corten la lengua. Durante su cautiverio María se hace amiga de Esmeralda (Frances Bay), quien ya ha confesado ser una bruja, y juntas intentan protegerse de la violencia de Torquemada.  Mientras todo esto ocurre Antonio busca la forma de ingresar al castillo para salvar a su esposa de la muerte pero en uno de los intentos el joven es arrestado y Torquemada decide volcar toda su crueldad contra él.

## Reparto
- Lance Henriksen como Torquemada.
- Rona De Ricci como María.
- Jonathan Fuller como Antonio.
- Frances Bay como Esmeralda.
- Mark Margolis como Mendoza.
- Jeffrey Combs como Francisco.
- Stephen Lee como Gómez.
- Tom Towles como Don Carlos.
- William J. Norris como Dr. Huesos
- Carolyn Purdy-Gordon como la condesa de Alba Molina.
- Oliver Reed como cardenal.
- Bárbara Bocci como la hija de la condesa.
- Benito Stefanelli como el verdugo.
- Larry Dolgin como sargento de guardias.
- Fabio Carfora como mendigo.

## Temas
El pozo y el péndulo ha sido uno de los cuentos más famosos y espeluznantes de Edgar Allan Poe y ocupa un lugar especial dentro de la literatura del terror, por ello este cuento ha tenido adaptaciones en la pantalla grande, la primera versión fue la de 1961 dirigida por Roger Corman y protagonizada por Vincent Price.
Stuart Gordon es reconocido por las adaptaciones cinematográficas de las obras literarias de H.P. Lovecraft,  Sin embargo El pozo y el Péndulo y el episodio El Gato Negro de la serie Masters of Horror dirigido por Stuart Gordon son dos adaptaciones a la literatura de Edgar Allan Poe.
Edgar Allan Poe ha sido a través de los años una fuente de inspiración para los creadores de las cintas de suspenso y terror, George A. Romero, Dario Argento y Edgar G. Ulmer entre otros han adaptado historias de Edgar Allan Poe en la pantalla grande.